# Heinrich Wilhelm von Schlieffen
Heinrich Wilhelm von Schlieffen (* 11. November 1756 in Köslin; † 28. Dezember 1842 in Berlin) war ein preußischer Generalleutnant und Direktor der Invalidenversorgung. Er war Stiftsherr zu Halberstadt und Majoratsherr auf Schlieffenberg, zudem wurde er mit seinen Brüdern am 11. April 1812 in den Grafenstand erhoben. Seine bedeutendste Leistung war die Organisation des Invalidenwesens nach den Befreiungskriegen, trotz der nach dem Krieg angespannten Haushaltslage. Schlieffen war ein Nachbar des Agrarökonomen Thünen, den er bewunderte.

## Leben

### Herkunft
Seine Eltern waren Johann Leo von Schlieffen (* 4. April 1719; † 2. Dezember 1777) und dessen Ehefrau Dorothea Elisabeth, geborene von Tuchsen (* 28. November 1733; † 21. Juni 1764). Sein Vater war königlich preußischer Hof- und Kammergerichtsrat sowie Herr auf Rekow.

### Militärkarriere
Am 4. November 1771 trat Schlieffen als Gefreitenkorporal in das Infanterieregiment „von Rosen“ der Preußischen Armee. Dort wurde er am 11. September 1773 Fähnrich und am 1. August 1778 Sekondeleutnant. Als solcher nahm er 1778/79 am Bayerischen Erbfolgekrieg teil. Schlieffen avancierte bis 25. April 1790 zum Stabskapitän und wurde am 7. Januar 1792 Generaladjutant bei seinem Regimentschef General von Brünneck. Am 5. Juni 1792 wurde er Kapitän und kam als Inspektionsadjutant zur pommerischen Infanterieinspektion. Daran schloss sich ab 16. Dezember 1793 eine Verwendung in gleicher Eigenschaft bei der ostpreußischen Infanterieinspektion an. Am 19. Januar 1795 wurde er zum Major befördert und am 17. August 1795 von König Friedrich Wilhelm II. zum Gouverneur des Prinzen Heinrich bestimmt. Nach neun Jahren wurde er am 20. März 1804 unter Beibehaltung seines bisherigen Soldes von 2000 Talern dem Regiment der Garde zugeteilt.
Als Oberstleutnant folgte am 20. Oktober 1805 seine Versetzung in das Infanterieregiment „von Borcke“. Schlieffen erhielt das Kommando über ein Grenadierbataillon, das sich aus Kompanien der Regimenter „von Owstin“ und „von Borcke“ zusammensetzte. Während des folgenden Vierten Koalitionskrieges kämpfte Schlieffen in der Schlacht bei Auerstedt. Nach der Niederlage wurde er am 10. August 1807 auf Halbsold gesetzt und ihm am 4. September 1807 die Wahl seines Aufenthalts freigestellt. Am 27. Juni 1808 stieg er zum Oberst auf und wurde Ende des Jahres zum Direktor der 4. Division des Militär-Ökonomiedepartements ernannt.
Mit Beginn der Befreiungskriege wurde Schlieffen am 15. Juni 1813 Generalmajor und zum Direktor des Invalidenwesens ernannt. In dieser Eigenschaft folgte am 30. März 1817 seine Beförderung zum Generalleutnant. Unter Verleihung des Roten Adlerordens I. Klasse erhielt Schlieffen am 13. Juni 1825 mit einer Pension von 3365 Talern seinen Abschied. Dazu erhielt er am 26. November 1825 das Dienstkreuz. Er starb unverheiratet und wurde am 31. Dezember 1842 auf dem Berliner Invalidenfriedhof beigesetzt. Sein Erbe wurde Heinrich Wilhelm (* 1790), der Sohn seines Bruders Johann Ernst Ludwig.